# (30717) 1937 UD
(30717) 1937 UD est un astéroïde de la ceinture principale aréocroiseur découvert en 1937.

## Description
(30717) 1937 UD a été découvert le 26 octobre 1937 à l'observatoire du Königstuhl, situé à Königstuhl, près de la ville de Heidelberg, Bade-Wurtemberg en Allemagne, par Karl Wilhelm Reinmuth.

### Caractéristiques orbitales
L'orbite de cet astéroïde est caractérisée par un demi-grand axe de 2,17 ua, un périhélie de 1,44 ua, une excentricité de 0,33 et une inclinaison de 8,97° par rapport à l'écliptique. Du fait de ces caractéristiques, à savoir un demi-grand axe inférieur à 3,2 ua et un périhélie compris entre 1,3 et 1,666 ua, il croise l'orbite de Mars et est classé, selon la JPL Small-Body Database, comme astéroïde aréocroiseur (aréo venant de Arès).

### Caractéristiques physiques
(30717) 1937 UD a une magnitude absolue (H) de 14,9 et un albédo estimé à 0,324.